# Solomon Meisl
Solomon Meisl è un personaggio letterario creato dalla scrittrice italoamericana Ben Pastor.
Medico ebreo, originario di Praga, è il protagonista di una serie di racconti a sfondo giallo-storico e – insieme al tenente Karel Heida – di due romanzi ambientati in coincidenza con lo scoppio della prima guerra mondiale.

## Biografia
Solomon Meis-Horowitz (in lingua ceca Zalman Maisel-Horovsky) nasce a Praga nel 1864 , sulla via Rabinska, da una povera famiglia di origine ebraica; riesce tuttavia a studiare e si laurea in Medicina all'Università di Vienna, diventando un medico specializzato nelle malattie del sistema riproduttivo. Il successo professionale gli consente poi di spostarsi verso zone residenziali migliori; nel tempo narrato dai romanzi è però tornato ad abitare nel ghetto (benché dopo il 1869 gli ebrei siano autorizzati a domiciliarsi anche fuori): ha un appartamento al secondo piano di un elegante edificio sulla Niklastrasse, all'angolo con la Siroka. A Praga il dottore ha uno studio arredato in maniera sobria e moderna; un secondo studio si trova invece a Karlsbad. 
Meisl ha ancora una sorella minore – Dvorah, coniugata Hirsch – che vive a Brno ed ha un figlio di circa venticinque anni, che nell'estate del 1914 è in procinto di partire per la guerra. Il ramo materno della famiglia – quello degli Horowitz polacchi – è stato però quasi interamente perduto a causa dei pogrom avvenuti nel corso del XIX secolo a Krosno e a Łódź.

## Descrizione psicofisica
All'epoca narrata nei romanzi il dottor Meisl ha circa cinquant'anni; è un uomo aitante, con una barba nerissima ed occhi da falco. Amici e clienti lo apprezzano molto per la sua discrezione.
 È orgoglioso della posizione economica e professionale che è riuscito a raggiungere perché ricorda sin troppo bene la povertà della famiglia di origine, tuttavia in lui non c'è alcun tipo di ostentazione. Più complessa e difficile la sua posizione sociale: il dottore vive in un Impero di lingua e tradizione tedesca, ma è anche ceco ed ebreo, e questo spesso lo mette in difficoltà. La sua volontà di arruolarsi come medico militare, una volta scoppiata la guerra, è motivata dal desiderio di rendersi utile, ma anche dalla necessità di confermare il suo ruolo di suddito a pieno titolo.
Non è un investigatore vero e proprio, ma finisce ugualmente per ritrovarsi coinvolto in varie indagini criminali: in parte per ragioni di tipo professionale (se ad esempio viene convocato dalle autorità in qualità di medico legale), in parte a causa dell'amore e del rispetto che nutre nei confronti della verità e della giustizia.
Nel primo decennio del secolo ha trascorso diciotto mesi in Inghilterra, quindi conosce abbastanza bene la lingua inglese.
Tiene un diario. Nel 1920 dovrebbe raggiungere l'età della pensione: vorrebbe allora trasferirsi in Palestina per occuparsi di giovani e di sport.

## Le donne
Il dottore confessa occasionali incontri con svariate donne, relazioni pragmatiche e funzionali, prive di reale importanza; non frequenta però prostitute: nei loro confronti intrattiene rapporti limitati all'ambito professionale. In ogni caso per lui c'è stato un unico grande amore: in gioventù, vent'anni prima dei fatti narrati nei romanzi, aveva avuto con Frau Gisela M. (il cognome viene costantemente taciuto) una lunga e profonda relazione, poi interrotta quando la donna aveva rifiutato la sua proposta di matrimonio. In seguito Gisela aveva sposato un altro, un artista con il quale aveva vissuto a Vienna; quando era tornata a Praga nel 1908 il dottore – ancora molto innamorato - non aveva sopportato il rischio di poterla rivedere ed aveva preferito lasciare la città. Si era dunque trasferito in Inghilterra dove aveva tenuto conferenze, accettato pochi pazienti e svolto occasionali indagini.. Dopo circa un anno e mezzo di assenza, la nostalgia lo aveva ricondotto in Patria: lui e Frau M. però non si erano più rivisti, sino all'estate del 1914.
 Poco dopo l'attentato di Sarajevo il dottor Meisl e la sua ex fidanzata – il cui matrimonio nel frattempo si è dimostrato molto infelice - si incontrano casualmente per strada e in breve rinnovano l'antica amicizia. Solo il tempo e gli eventi bellici diranno se per loro potrà esserci un futuro comune.

## Collegamento letterario
Il dottor Solomon Meisl, insieme al tenente Karel Heida, che nell'imminenza della guerra condivide con lui numerose esperienze investigative, diventando un amico ed una sorta di figlio, viene ricordato anche in un'altra parte dell'universo narrativo di Ben Pastor: nel racconto La finestra sui tetti, ambientato nel 1943 ed appartenente al ciclo con Martin Bora, il protagonista si trova momentaneamente a Praga e cerca – senza però trovarli – i due uomini, che avevano avuto rapporti personali e professionali con il suo patrigno Edwin von Sickingen.
(Ben Pastor, La finestra sui tetti, traduzione di Judy Faellini e Paola Bonini)

### Romanzi
- Ben Pastor, I misteri di Praga (Brink Tales, 2002); traduzione di Paola Bonini, Hobby & Work Publishing, 2002
- Ben Pastor, La camera dello scirocco (The Wind Rose Room), 2007; traduzione di Paola Bonini, Hobby & Work Publishing, 2007

### Racconti
- Ben Pastor, “The Case of the Monkey Teapot” (inedito in Italia), in The Strand Magazine, vol.I, 1998
- Ben Pastor, “The Case of the Never-Met Companion” (inedito in Italia), in The Strand Magazine, vol.II, 1999
- Ben Pastor, “The Case of the Accursed Cairene” (inedito in Italia), in The Strand Magazine, vol.III, 1999
- Ben Pastor, “The Case of the Monstruos Assailant” (inedito in Italia), in The Strand Magazine, vol.V. 2000
- Ben Pastor, “The Case of the Handsome Ganesha” (inedito in Italia), in The Strand Magazine, vol.VI, 2001
- Ben Pastor, “The Case of the Dead Critic”, in The Strand Magazine, numero natalizio, 2001; “Il caso della stroncatura mortale”, in A.A.V.V., Seven. 21 storie di peccato e di paura, Piemme ed., 2010
- Ben Pastor, “The Case of the Byronic Hero” (inedito in Italia), in The Strand Magazine, vol.VIII, 2002
- Ben Pastor, “The Case of the Red Mass Barrister” (inedito in Italia), in The Strand Magazine, vol.IX, 2002
- Ben Pastor, “The Case of the Iron Man's Trot” (inedito in Italia), in The Strand Magazine, vol.X, 2002